# Пужол, Марк
Марк Пужол Понс (кат. Marc Pujol Pons; 21 августа 1982, Андорра-ла-Велья, Андорра) — андоррский футболист, нападающий клуба «Атлетик» (Эскальдес) и сборной Андорры.

## Биография

### Клубная карьера
Выступал за клубы из низших лиг Испании: «Андорра», «Сант-Андреу», «Фигерас», «Сантбоя» и «Манреса». С 2010 года играет за «Андорру». По итогам сезона 2013/14 сайт УЕФА назвал Марка лучшим игроком года в Андорре. В начале июля 2014 года перешёл в андорранский клуб «Санта-Колома», где 1 июля дебютировал в стартовом составе в матче первого квалификационного раунда Лиги чемпионов и забил мяч в ворота армянского клуба «Бананц».

### Карьера в сборной
Выступал за юношескую сборную Андорры до 17 лет. В составе юношеской сборной Андорры до 19 лет выступал с 1999 года по 2000 год, сыграв в составе команды в пяти играх.
В национальной сборной Андорры играет с 2000 года, сыграл 46 матчей и забил 2 гола (в ворота Румынии и Беларуси).

## Достижения
- Чемпион Андорры (3): 2013/14, 2014/15, 2015/2016
- Финалист Кубка Андорры (1): 2015
- Обладатель Суперкубка Андорры (1): 2015